# Helena Ziółkowska
Helena Ziółkowska z domu Walczak(ur. 28 kwietnia 1957 w Moskwie, zm. 7 stycznia 2016 w Warszawie) – polska pediatra, nefrolog, nefrolog dziecięcy, doktor habilitowana nauk medycznych, wiceprezes Polskiego Towarzystwa Nefrologii Dziecięcej.

## Życiorys
Urodziła się w 1957 w Moskwie jako córka Haliny (z d. Korniłow) oraz Tadeusza Walczaka. Maturę zdała w 1976 r. w XLIV Liceum Ogólnokształcącym im. A. Dobiszewskiego w Warszawie. W latach 1976–1982 studiowała w Akademii Medycznej w Warszawie (obecnie Warszawski Uniwersytet Medyczny). Od 1983 była pracownikiem naukowym AM. Od 1983 r. pracowała w Katedrze i Klinice Pediatrii i Nefrologii Akademii Medycznej, kierowanej wówczas przez prof. Marię Sieniawską. W 1993 uzyskała stopień doktora nauk medycznych na podstawie rozprawy pt. Zapobieganie i leczenie osteopatii u dzieci z przewlekłą niewydolnością nerek. Stopień doktora habilitowanego uzyskała w 2008 r. broniąc rozprawy habilitacyjnej zatytułowanej „Zaburzenia gospodarki mineralnej i kostnej w przewlekłej chorobie nerek u dzieci”. Była wieloletnim pracownikiem Katedry i Kliniki Pediatrii i Nefrologii Warszawskiego Uniwersytetu Medycznego. Dr hab. Helena Ziółkowska była autorką i współautorką licznych prac i doniesień naukowych na konferencjach i zjazdach, współautorką i redaktorką naukową skryptu do nefrologii dziecięcej dla studentów a także dwutomowego podręcznika wydawnictwa PZWL dla studentów i lekarzy w trakcie specjalizacji "Pediatria".
Była żoną doktora nauk medycznych Janusza Ziółkowskiego oraz mamą dwóch córek Katarzyny i Ewy.

## Wybrane odznaczenia
- Srebrny Krzyż Zasługi[6]